# Batomys hamiguitan
Batomys hamiguitan is een knaagdier uit het geslacht Batomys dat voorkomt op Mount Hamiguitan op het Filipijnse eiland Mindanao. B. hamiguitan is voor zover nu bekend, het enige zoogdier dat uitsluitend daar voorkomt. Het dier onderscheidt zich van zijn verwanten in verschillende, vooral metrische, kenmerken, waaronder de lengte van de voelharen.

## Ontdekkingsgeschiedenis en ecologie
B. hamiguitan werd ontdekt op Mount Hamiguitan, de belangrijkste berg van het schiereiland Pujada in het zuidoosten van Mindanao, het belangrijkste eiland in het zuidelijke deel van de Filipijnen. Mount Hamiguitan ligt in de gemeente San Isidro van de provincie Davao Oriental. Van het dier werden in totaal acht exemplaren gevangen, waarvan zeven in niet-verstoord bergwoud op 1128 meter hoogte op 2,5 kilometer afstand van de top van Mount Hamiguitan (6° 43′ NB, 126° 11′ OL). Zes daarvan waren vrouwtjes; deze bevinden zich nu in de collectie van het Field Museum of Natural History (FMNH) in Chicago. Als holotype van de soort werd het in 2006 gevangen exemplaar FMNH 190163 gekozen. Dit exemplaar zal naar het Philippine National Museum worden verplaatst.
Het zevende exemplaar, een mannetje, dat op dezelfde locatie werd gevangen, is in het bezit van de Central Mindanao University in Musuan (provincie Bukidnon). Het achtste exemplaar van B. hamiguitan (FMNH 186819) werd bij een meertje in verstoord bos op 950 meter hoogte gevangen, 4 kilometer van de top (6° 42′ NB, 126° 12′ OL). Deze locatie bevindt zich in de overgang van laagland- naar bergwoud. Op 545 meter hoogte werd de soort, ondanks intensieve pogingen daartoe, niet gevonden.
De acht exemplaren uit Mount Hamiguitan werden in eerste instantie geïdentificeerd als een nog onbeschreven soort van het geslacht Batomys. In 2008 werden deze exemplaren formeel als een nieuwe soort, Batomys hamiguitan, beschreven door vijf Filipijnse en Amerikaanse wetenschappers in de Proceedings of the Biological Society of Washington. Conform de regels van de zoölogische nomenclatuur bestaat de naam uit een geslachts- en een soortnaam. De geslachtsnaam, Batomys, werd in 1895 door de Engelse bioloog Oldfield Thomas gegeven aan de soort Batomys granti uit Luzon, de eerste uit het geslacht die wetenschappelijk bekend werd. De soortnaam, hamiguitan, is de naam van de berg waar het dier voor zover bekend, endemisch is (waartoe zijn verspreiding beperkt is).

## Verwantschappen en biogeografie
B. hamiguitan is de vijfde soort die in het exclusief Filipijnse geslacht Batomys werd beschreven; de vorige was B. russatus uit 1998. Van de overige soorten zijn er twee, B. granti en B. dentatus, beperkt tot het noordelijke eiland Luzon en twee, B. salomonseni en B. russatus, komen slechts voor op de zuidelijke eilandengroep Groot-Mindanao. B. salomonseni heeft een grote, maar gelokaliseerde verspreiding op deze eilandengroep en komt ook op Mindanao zelf voor, maar B. russatus is uitsluitend op het kleine eiland Dinagat aangetroffen. De fylogenetische verwantschappen van B. hamiguitan zijn niet onderzocht, maar de soort lijkt morfologisch het meeste op B. salomonseni. Op Mount Hamiguitan is B. hamiguitan de enige Batomys; B. salomonseni komt voor zover bekend, op Mindanao alleen in het Kitangladgebergte voor. B. hamiguitan deelt zijn leefgebied echter met twee andere inheemse knaagdieren (Bullimus bagobus en Rattus everetti) en twee insecteneters (Crocidura beatus en een onbeschreven Podogymnura). De laatste is mogelijk een tweede endemische soort voor de berg. Daarnaast komt de geïntroduceerde Polynesische rat (Rattus exulans) in het gebied voor.
De beschrijvers hadden voorspeld dat Mindanao, net als Luzon, een patroon zou laten zien van lokaal endemische soorten kleine zoogdieren in geïsoleerde hooglanden. Dat is ook duidelijk zichtbaar bij Rhynchomys en Archboldomys; die omvatten respectievelijk drie en vier soorten, elk in een apart hoogland. De voorspelling werd nu met de ontdekking van Batomys hamiguitan bewaarheid. Hoewel het Kitangladgebergte enkele lokaal endemische soorten bevat, was het patroon van aparte, verwante endemische soorten in verschillende hooglanden op Mindanao nog niet geobserveerd totdat B. hamiguitan werd ontdekt. Behalve het Kitangladgebergte en Mount Hamiguitan is geen enkel hoogland op Mindanao nog goed onderzocht op de aanwezigheid van kleine zoogdieren, dus het is mogelijk dat dit patroon ook op Mindanao wijdverbreid zal blijken te zijn.

## Beschrijving
B. hamiguitan is een middelgrote soort met een geelbruine vacht. De buik is wat grijziger. Rond de ogen zit een donkere ring, die op zijn beurt door een lichter stuk huid wordt omringd. De relatief lange, ronde oren zijn voor het grootste deel donkergrijs van kleur. De relatief korte staart is donkergrijs en is bedekt met korte haren. Per centimeter zijn er tien à elf schubben, die elk drie haren bevatten, waarvan de middelste het langste is. B. hamiguitan verschilt van alle andere soorten van Batomys door de lengte van de voelharen boven de snuit en de ogen, die in de andere soorten korter zijn. Daarnaast verschilt de soort van zijn geslachtsgenoten door de lengte van de staart en de vacht, door verschillende metrische kenmerken van de schedel en door de aanwezigheid van de knobbel t9 op de derde kies in de bovenkaak. De kop-romplengte bedraagt 171 tot 189 mm (gemiddeld 183 mm), de staartlengte 111 tot 125 mm (119), de achtervoetlengte 35 tot 36 mm (35), de oorlengte 22 tot 25 mm (23,5), de schedellengte 42,77 mm en het gewicht 155 tot 183 g (173). Deze maten zijn gebaseerd op drie exemplaren (FMNH 190163, 190165 en 190166), behalve de schedellengte, die slechts voor FMNH 190163 bekend is.

## Gedrag en voortplanting
De schaarse gegevens die er over het gedrag van B. hamiguitan voorhanden zijn, komen grotendeels overeen met wat bekend is van B. salomonseni uit het Kitangladgebergte. B. hamiguitan is 's nachts actief. Alle bekende exemplaren werden gevangen met behulp van vallen waarvoor kokosnoot met pindakaas als aas was gebruikt; de magen van de onderzochte exemplaren bevatten plantaardig materiaal, en net als B. salomonseni is B. hamiguitan dus een herbivoor. Twee in mei gevangen vrouwtjes waren drachtig, met embryo's van respectievelijk 4 en 13 mm, maar drie andere in dezelfde maand gevangen vrouwtjes vertoonden geen spoor van voortplantingsactiviteit. Een ander vrouwtje, dat in juli was gevangen, was wel reproductief actief. De soort is vrij algemeen.